# Juan Carlos Garay
Juan Carlos Garay Estrella, mais conhecido como Juan Carlos Garay (Quito,  15 de Setembro de 1968), é um treinador e ex-futebolista equatoriano que atuava como Meia. 

## Carreira
Garay pela Seleção Equatoriana de Futebol, atou em duas edições da Copa América (1991 e 1995).

## Títulos
Equador
- Copa do Presidente da Coreia do Sul: 1995

Deportivo Quito
- Campeonato Equatoriano: 2011